# Belgische Küche

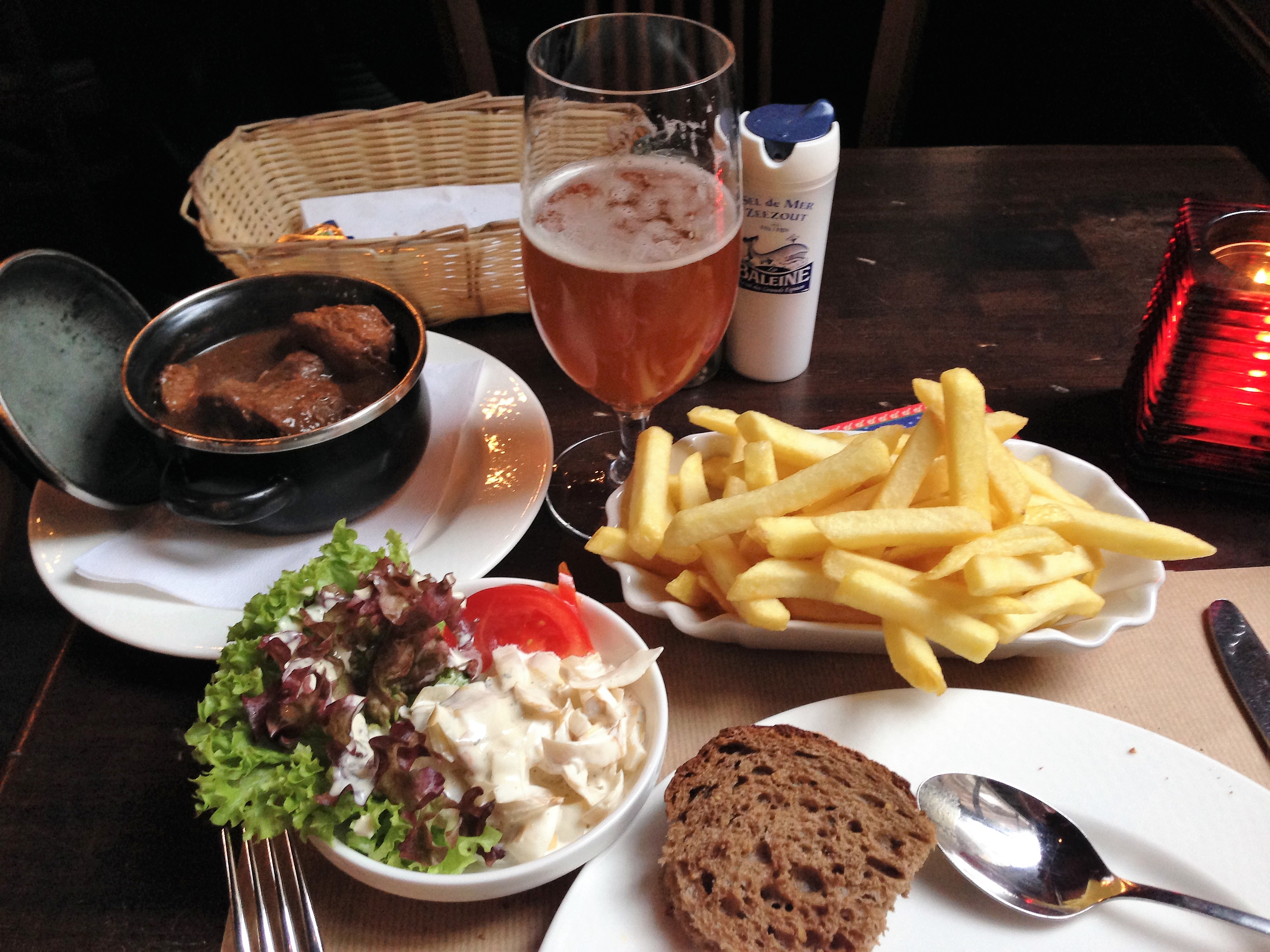
Typische flämische Mittagsmahlzeit (hier in einem Restaurant in Antwerpen): Stoofvlees mit Pommes frites und Chicoréesalat, dazu belgisches Bier

Belgien ist ein Bundesstaat, bestehend aus drei (Sprach-)Gemeinschaften sowie aus den drei Regionen Wallonie, Brüssel-Hauptstadt und Flandern. Die Landesteile unterscheiden sich sowohl sprachlich-kulturell (vgl. flämisch-wallonischer Konflikt) als auch landschaftlich, was die Entstehung unterschiedlicher Nationalküchen begünstigt hat.

## Küche Flanderns
Zur Kochtradition in Flandern existiert der Hauptartikel Flämische Küche.

## Küche Brüssels und der Wallonie
Zur Kochtradition in Brüssel und der Wallonie existiert der Hauptartikel Küche in Brüssel und der Wallonie.

## Küche in Ostbelgien
Auch in der Deutschsprachigen Gemeinschaft (DG) in Ostbelgien hat sich eine regionale Küche mit charakteristischen Speisen und Getränken entwickelt. Hier ist neben dem belgischen Einfluss der Einfluss der deutschen Küche unverkennbar. Ein Beispiel ist die Eupener Bierwurst, die aus regionalem Rind- und Schweinefleisch mit ausgewählten Gewürzen und einem Schuss Eupener Bier hergestellt wird. Die Bierkultur des deutschsprachigen Landesteils wurde als Kulturerbe in das DG-Brauchtumsverzeichnis aufgenommen. Sie ist heute geprägt durch Spezialitäten aus Kleinstbrauereien wie zum Beispiel das obergärige Bier Corvus, das in Elsenborn gebraut und mit Koriander und getrockneten Orangenschalen verfeinert wird.